# Bolax palliata
Bolax palliata är en skalbaggsart som beskrevs av Hermann Burmeister 1844. Bolax palliata ingår i släktet Bolax och familjen Rutelidae.

## Underarter
Arten delas in i följande underarter:
- B. p. unicolor
- B. p. infuscatus
- B. p. fuscipennis